# Ektromelie-Virus

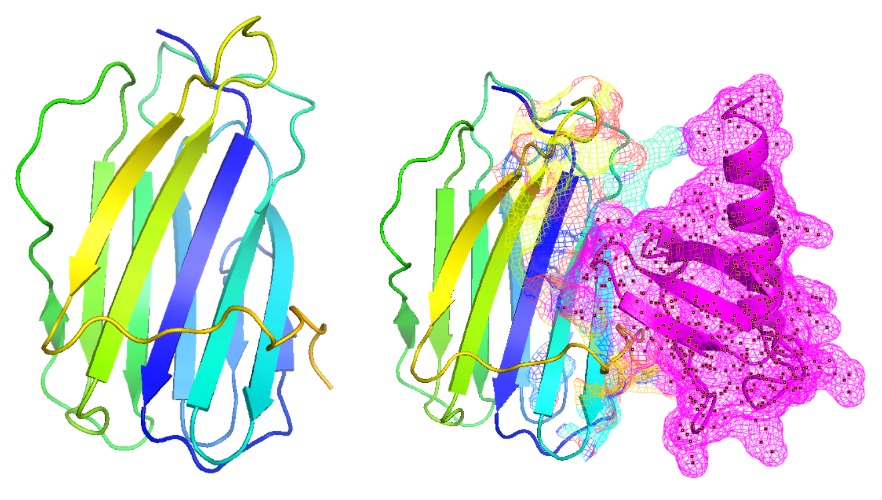
Struktur des SECRET-Proteins aus dem Ectromelie-Virus. Das SECRET-Protein (links) und das an CX3CL1 gebundene SECRET-Protein (rechts). Das Chemokin ist in Magenta dargestellt.

Das Ektromelie-Virus (Mäusepocken-Virus, wissenschaftlich Ektromelia virus, ECTV) ist das einzige Mitglied der Virusfamilie Poxviridae (Pockenviren), das bei Mäusen eine Erkrankung auslösen kann. Die Erkrankung durch das ECTV wurde 1930 erstmals beschrieben und 1948 die serologische Ähnlichkeit mit dem Vaccinia-Virus erkannt.
Das ECTV verursacht zwei verschiedene Krankheitsbilder: Eine milde, chronische Form mit typischen, pockenartigen Hautläsionen (Mäusepocken) und eine akute, disseminierte Infektion, die mit dem Befall verschiedener innerer Organe oft tödlich verläuft. Bei Mäuseembryonen verursacht das ECTV eine schwere Fehlbildung der langen Röhrenknochen (Ektromelie), nach der das Virus benannt ist. Eine Erkrankung durch ECTV wurde ausschließlich an Labormäusen beobachtet. Das Virus selbst wurde auch in wildlebenden Mäusen vermutet. Es wird innerhalb von Laborpopulationen sehr leicht durch Tröpfchen- und Schmierinfektion übertragen.

## Viruseigenschaft
Das Genom des ECTV besteht aus einer linearen, doppelsträngigen DNA (dsDNA) von etwa 210 kBp. Als Mitglied der Gattung Orthopoxvirus hat das ECTV eine quaderförmige Gestalt mit einem Durchmesser von etwa 200 nm und einer Länge von 250 bis 300 nm. Bislang wurden vier Subtypen beschrieben (Belo-Horizonte-Virus, ECTV Typ Moskau, 'ECTV Typ Navel' und ECTV Typ ERPV). Der Subtyp ERPV (Erythromelalgia-Related Poxvirus, Erythromelalgie-assoziiertes Poxvirus) war als eigene Virusspezies beschrieben, das als möglicher Erreger der endemischen Form der Erythromelalgie bei Schülern in China isoliert wurde. 2012 wurde es als Subtyp des ECTV identifiziert. Das ECTV ist sehr nahe mit dem Affenpocken-Virus (wissenschaftlich Orthopoxvirus simiae) und dem Vaccinia-Virus verwandt.

## Bedeutung
Das ECTV wird in der Erforschung der Krankheitsmechanismen verschiedener viraler Erreger als Modellvirus verwendet, an dem im Tiermodell die Verteilung des Virus im Organismus bei exanthemischen Virusinfektionen oder spezifische Abwehrmechanismen des Immunsystems untersucht werden können. Mit der Untersuchung des ECTV wurden wichtige Mechanismen des Immunsystems entdeckt und aufgeklärt, so die Bedeutung von Cytotoxischen T-Zellen für die Ausheilung einer Virusinfektion, die virale Immunevasion und die Bedeutung des Stickstoffmonoxid in der Funktion von Makrophagen und dendritischen Zellen. Neben der Funktion verschiedener Virusproteinen als Immunmodulatoren oder der Aktivierungsmechanismen für Natürliche Killerzellen konnte im ECTV-Modell auch die Bedeutung des Toll-like-Rezeptors 9 für die Abwehr von Pockenviren gezeigt werden. Das ECTV wird auch zur Testung von Impfstoffen und Virostatika gegen Pockenviren verwendet.